# Zagreus
Dans la religion orphique, Zagreus ou Zagrée (en grec ancien : Ζαγρεύς / Zagreús) est un avatar du Dionysos mystique, dont le Dionysos, dieu de la vigne, que nous connaissons, est la réincarnation. Ce mythe thrace, central de l'orphisme, semble inspiré de la légende égyptienne d'Osiris. Il pourrait être également d'origine crétoise ou égéenne.

## Étymologie et origine
Selon Károly Kerényi, l'un des fondateurs des études modernes de mythologie grecque, en grec « zagreus » désigne un chasseur qui chasse des animaux vivants. Le mot ionien zagre signifie « une fosse pour la capture d'animaux vivants ». Karl Kerényi relie la figure de Zagrée à des rites dionysiaques archaïques dans lesquels de petits animaux étaient démembrés et leur chair dévorée crue.
Dans les versions plus anciennes, Zagrée est associé à Gaïa. Eschyle, lui, mentionne Zagrée comme étant le fils d'Hadès, ou Hadès lui-même,. Timothy Gantz, spécialiste des mythes de la Grèce archaïque, estime qu'il est probable que la figure de Zagrée fils d'Hadès et de Perséphone ait fusionné plus tard avec la figure du Dionysos orphique, le fils de Zeus et de Déméter.

## Premières mentions de Zagrée
Les premières mentions de Zagrée ne se trouvent que dans des fragments d’œuvres perdues. Zagrée y est associé aux Enfers. On le retrouve par exemple dans l'épopée l’Alcméonide, datant du VIe siècle av. J.-C. Il y est qualifié de plus grand de tous les dieux, probablement le plus grand de tous les dieux « des Enfers », selon Martin Litchfield West.
Il semble que pour Eschyle, Zagrée était un dieu souterrain. Dans un fragment d'une des pièces perdues d'Eschyle (Sisyphe fugitif), Zagrée était apparemment le fils d'Hadès. Dans Les Égyptiens, Zagrée était probablement Hadès lui-même.
Dans un fragment de la pièce perdue d'Euripide Les Crétois, les membres du chœur se décrivent comme des initiés de Zeus célébrant le Zagrée nocturne et ses fêtes de chair crue,.

## Mythe orphique de Zagrée
L'helléniste Maurice Croiset, dans ses Crétois d'Euripide, voit déjà dans l'œuvre du grand tragique grec, Les Crétois, des références orphiques : « […] nous y voyons clairement que ce chœur était composé de mystes, initiés aux mystères orphiques de Zagreus, et qu'il s'adressait au roi Minos. » Il traduit le fragment où le chœur s'adresse au roi : 

« Fils de la phénicienne Europe et du grand Zeus, ô roi de la Crète aux cent villes, je viens du temple très saint, dont le toit est fait en bois de ce pays, coupé par le fer des Chalybes ; du temple qui est garni de panneaux de cyprès, soigneusement joints avec de la colle de bœuf. Pure est la vie que nous menons, depuis le jour où je devins le myste du Zeus Idéen, le pâtre de Zagreus qui erre la nuit, où j'accomplis le rite de l'omophagie, où j'élevai la torche ardente en l'honneur de la mère des montagnes, où je fus initié aux cérémonies des Kourètes, où, sanctifié, je reçus le titre de bacchant. Vêtu de vêtements blancs, j'évite d'assister à la naissance des mortels et d'approcher d'un cercueil, je me garde de me nourrir de ce qui a été vivant. »

Le mythe orphique de Dionysos-Zagreus a été reconstitué par diverses sources anciennes grâce à des érudits modernes, comme Martin Litchfield West. Il se déroule comme suit : Zeus, métamorphosé en serpent (ou en dragon), séduit Perséphone, la fille qu'il a eue de Déméter, encore jeune fille. Celle-ci lui donne Dionysos-Zagreus, qu'il confie à Apollon et aux Curètes, dans l'espoir de faire de l'enfant son héritier. Ceux-ci le cachent dans les bois du mont Parnasse. Héra, jalouse, envoie les Titans à sa poursuite. Distrayant l'enfant grâce à des miroirs, des jouets et des hochets, les Titans s'en saisissent et le mettent en pièces. Ses 9 membres sont ensuite dévorés, à l'exception du cœur, qu'Apollon (ou Athéna, suivant la version) parvient à sauver. Zeus avale ensuite le cœur de l'enfant et parvient ainsi à lui donner naissance une seconde fois, sous le nom de Iacchos — d'où une étymologie proposée pour le nom de Dionysos : « deux fois né ». Une autre version précise que Zeus fait renaître Dionysos en implantant son cœur dans le corps de Sémélé. Les Titans, pour leur part, sont foudroyés par Zeus (qui a également déclenché un déluge pour venger et honorer Zagreus), et de leurs cendres naît l'humanité. Dans une autre version, Dionysos renaît sous le nom de Zagreus après que les morceaux de son corps ont été mis dans un chaudron et cuits dans le lait.
Bien que les sources orphiques existantes ne mentionnent pas le nom de Zagrée en rapport avec ce Dionysos démembré, des poètes mentionnent ce mythe. C'est le cas d'Euphorion de Chalcis dont un ou plusieurs poèmes, cités par des auteurs comme Philodème de Gadara ou le scholiaste de Lycophron de Chalcis, y font référence. Le scholiaste de Lycophron cite également un poème de Callimaque de Cyrène (autour du IIIe siècle av. J.-C.) racontant l'histoire de l'enfant démembré. Un autre fragment de Callimaque contenant cette histoire a été préservé dans l’Etymologicum magnum, le plus important lexique byzantin de grec ancien. Ce texte explique que le nom Zagreus était usité par les poètes de l'époque pour désigner Dionysos-Zagreus, le fils de Zeus et de Perséphone. C'est là qu'un passage de Callimaque est cité pour illustrer cet usage.

## Interprétations

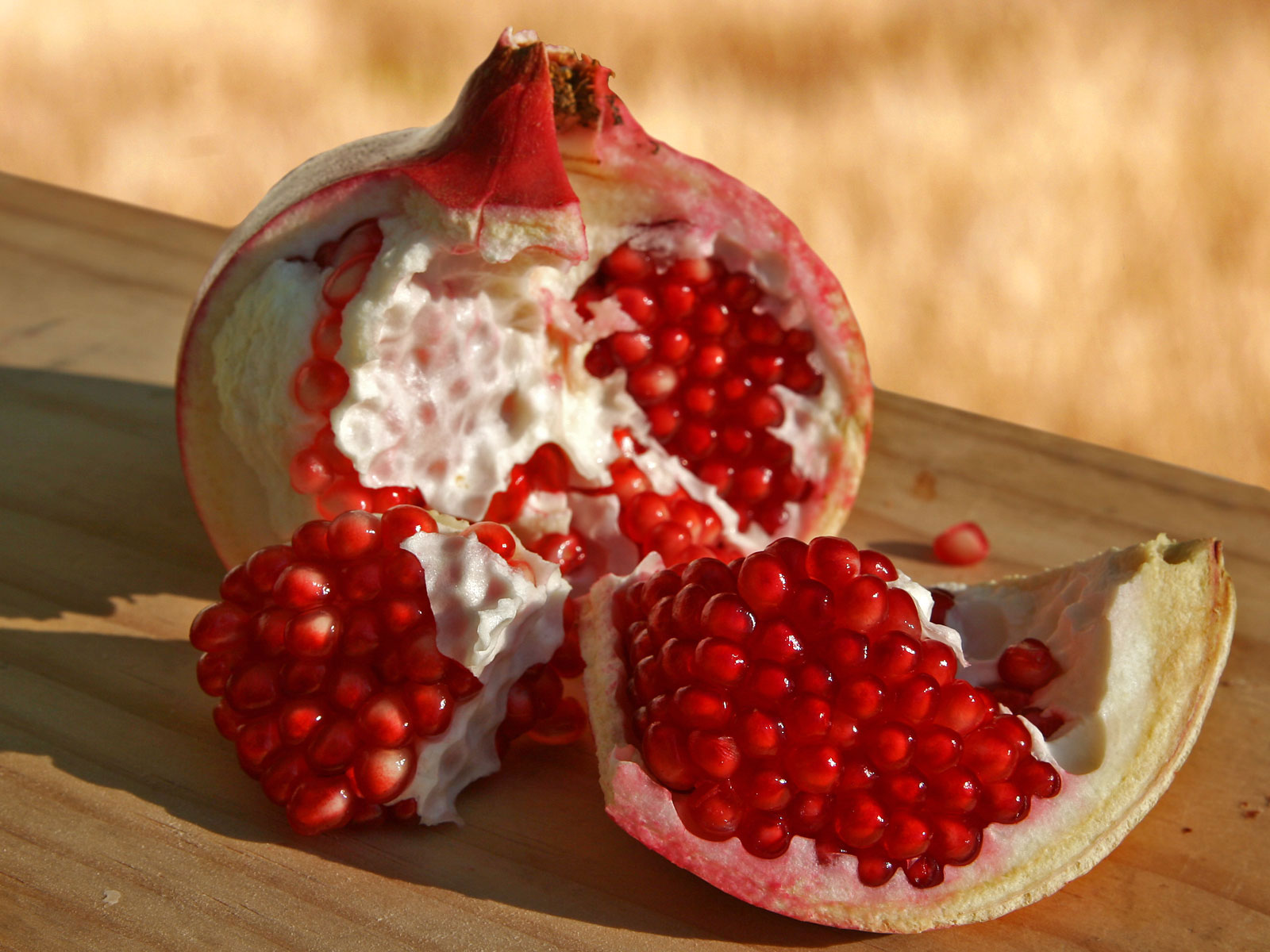
La grenade, symbole du sang de Zagreus immolé.

Henri Jeanmaire a rapproché cette légende de Dionysos Zagreus au mythe de Démophon fils de Céléos. L'opération de cuisson par le chaudron ou le passage par la flamme est une opération magique aux fins de rajeunissement. Quand il s'agit d'un enfant, l'opération confère à celui qui subit cette épreuve des vertus diverses dont l'immortalité. Il a également suggéré que le mythe de Zagreus pourrait être issu de rites d'initiation de jeunes gens, introduits tardivement dans le cycle de Dionysos.
Selon Jean Haudry, un tel scénario initiatique comportant une mort, une cuisson et une résurrection prend son modèle dans la mythologie de Dionysos, ancien « Feu divin ». Il rappelle que l'extinction d'un feu par dispersion des bûches enflammées est la base de sa désignation en latin exstinguere et en allemand erstecken : dans les deux cas, c'est faire cesser la combustion en dispersant les bûches au moyen d'une pique. Pour lui, le culte orphique a gardé le souvenir d'un Dionysos Feu.
En revanche, le Dionysos orphique immolé par les Titans représente une interprétation récente d'un thème plus ancien, la « passion du raisin que l'on presse ».
Selon Salomon Reinach, l'histoire de Zagreus, dont il était « interdit de parler », tenait une grande place dans les mystères d'Éleusis. Au sang de Zagreus était traditionnellement associée la grenade, qui selon Reinach était interdite à Éleusis pour cette raison. Reinach insiste aussi sur le fait que d'après Nonnos, Zagreus est né sous la forme d'un serpent cornu, et il l'appelle « petit cornu » (κερόεν βρέφος / keróen bréphos), alors que pour tenter d'échapper à la mort, il prend la forme de divers animaux, dont le taureau (autre animal cornu). Il conjecture qu'il y a dans le mythe de Zagreus trois récits distincts emmêlés, et note que « les Gaulois de l'est de la Gaule, à l'époque romaine, révéraient et figuraient un dieu serpent, et ce serpent était cornu ».
Ph. Jouët observe que ce serpent celtique à tête de bélier réunit une image traditionnelle (narrative et plastique) du feu (guerrier ; de la parole ; du printemps) et le serpent associé aux changements de saison, d'où sa présence en tête de la procession militaire du bassin de Gundestrup et sur d'autres figurations plastiques. Il rappelle que des conceptions de différentes périodes sont entrées dans la tradition narrative et que l'interprétation des mythes doit éviter d'écraser cette temporalité.
Le mythe, très proche de celui d'Osiris (lequel sera assimilé par les Grecs à Dionysos), peut être interprété comme le symbole de la mort de la végétation en hiver, et de sa renaissance au printemps. En effet, Dionysos est associé dans les cultes à mystères à Déméter et Perséphone, déesses de la végétation. Le massacre de Zagreus reflète peut-être les sacrifices humains et animaux qui ont cours sur les îles de Chios ou Lesbos, et qui expliquent l'épiclèse ὠμηστής / ômastếs de Dionysos — « mangeur de viande crue ».[Interprétation personnelle ?]
La partie du mythe sur les Titans, incompatible avec leur histoire narrée par la Théogonie d'Hésiode, permet aux adeptes de l'orphisme de répondre à la question de l'origine du mal : les hommes portent en eux la marque des Titans, mais aussi une parcelle du dieu, Dionysos. Pausanias (VIII, 37, 5) rapporte qu'elle est tardive et due à Onomacrite, au VIe siècle av. J.-C., ce qui implique que le reste du mythe est antérieur. La datation réelle du mythe a été discutée, notamment par Wilamowitz, mais selon Eric Robertson Dodds, il porte toutes les marques de l'archaïsme : il se rapporte à l'ancien rite du sparagmos (démembrement rituel) et de l’omophagia (consommation de chair crue après le sparagmos), et s'appuie sur la conception archaïque de la culpabilité héréditaire.

Pour Marcel Detienne au contraire, aucune version de ce mythe ne fait allusion à l'omophagie. Il n'est jamais dit clairement que les Titans dévorent toutes crues les chairs de leur victime. La mise à mort de Zagreus semble se situer bien plus du côté du sacrifice régulier. Ici, les membres de la victime sont jetés dans un chaudron où ils sont mis à bouillir ; après quoi, les Titans les saisissent, les enfilent sur des broches et les mettent à rôtir. Or, traditionnellement, bouillir et rôtir font partie des prérogatives du cuisinier-sacrificateur. Detienne rappelle que la cuisine sacrificielle répond à un ordre bien précis : on rôtit d'abord les viscères (les parties de l'animal considérées comme vitales) pour les consommer en premier, au moment du sacrifice. La viande, elle, est bouillie dans un second temps et peut être consommée ultérieurement. Le sacrifice prométhéen instaure une partition du monde : le fumet monte vers les dieux tandis que les humains consomment une chair préparée qui leur rappelle leur condition mortelle. Le mythe de Prométhée est un passage pour les humains de l'âge d'or à une existence précaire. Mais une seconde évolution est figurée dans le processus du sacrifice : les grillades associées au rustre laissent place au bouilli, la cuisine faite de ragoûts et d'arômes, propres au civilisé. Detienne remarque cependant une bizarrerie dans le mythe orphique souvent passée sous silence : les Titans rôtissent les membres de Zagreus qui ont été préalablement bouillis, ce que la tradition interdit. L'auteur écrit : « Aller du bouilli au rôti, c'est opérer un renversement décisif qui vient effacer dans le jeu même du rituel toute trace de positivité ». Il poursuit :
En effet, en adoptant le schème « bouilli suivi de rôti », les Orphiques entendent bien nier le procès qui fait du sacrifice, au niveau de la cuisine, un acte positif, une pratique à connotation « progressive ». Aller du bouilli au rôti, ou rôtir le bouilli, c'est, tout en respectant l'apparence formelle du sacrifice, l'inverser du dedans, le détruire de l'intérieur après l'avoir condamné du dehors. Le sacrifice est un mal ; rien ne peut infléchir son orientation funeste.
Pour Marcel Detienne, le meurtre de Zagreus par les Titans illustre l'enseignement majeur Orphée : « s'abstenir de meurtres ». Il faut refuser toute pratique du sacrifice sanglant, parce que ce rituel, « loin de permettre d'établir des relations avec les dieux, reproduit, sous une forme à peine déguisée, un crime dont l'espèce humaine ne cessera de participer tant qu'elle n'aura pas définitivement reconnu sa filiation titanique et entrepris de purifier par le genre de vie dit orphique l'élément divin enfermé en elle par la voracité de ceux qui, naguère, ont égorgé le jeune Dionysos ».

## Zagreus dans la culture
- Zagreus est le personnage principal du jeu Hades, un roguelite[20] développé par Supergiant Games depuis 2017[20]. Dans ce jeu, il est présenté comme étant le fils d'Hadès et de Perséphone. Sa présentation comme avatar du Dionysos mystique est évoquée, comme étant une fable inventée par Dionysos et Zagreus aux dépens d'Orphée.